# Ulrich Werner Grimm
Ulrich Werner Grimm (* 19. Januar 1954 in Gera) ist ein deutscher Journalist und Autor.

## Leben
Ulrich Werner Grimm lebt seit 1959 in Berlin. Nach einer entsprechenden Berufsausbildung arbeitete er als Werbekaufmann. In Abendkursen holte er das Abitur nach. Sein Universitätsstudium der Philosophie, Geschichte und Kulturwissenschaften schloss er als Diplomphilosoph ab. Seitdem ist er als Journalist, Redakteur, Lektor, Texter, Ghostwriter, Hörspiel- und Krimiautor tätig. Darüber hinaus legte er Forschungen und Publikationen zur Berliner Stadthistorie (u. a. Simon Kremser) vor.

## Publikationen
- "Schattenbilder" (Hörspiel, zusammen mit Felix Huby, 2 Teile, WDR 1998);
- "Schattenbilder" (Kriminalroman, zusammen mit Felix Huby, 2003);
- "Berlin Airlift" (Hörspiel, zusammen mit Felix Huby, 2 Teile, WDR 1998);
- "Das Bourbaki-Gambit" (Hörspiel nach dem gleichnamigen Roman von Carl Djerassi, zus. mit Felix Huby, WDR 2000);
- "Im Gespräch – 50 Jahre Gesellschaft für Christlich-Jüdische Zusammenarbeit in Berlin e.V." (Hg. GCJZ Berlin, 1999);
- Zwangsarbeit und „Arisierung“ – Warnecke & Böhm – Ein Beispiel (Hg. Museumsverbund Pankow, 2004);
- als Herausgeber: Aufstörung tut not. Christen und Juden im Gespräch, 60 Jahre Gesellschaft für Christlich-Jüdische Zusammenarbeit in Berlin Hentrich & Hentrich, Berlin 2014 (erg. 2. Aufl. 2019), ISBN 978-3-941450-27-1.
- Simon Kremser. Ein Name wird zur fahrenden Legende. Herausgegeben vom Centrum Judaicum, Hentrich & Hentrich, Berlin 2008, ISBN 978-3-938485-28-6 (= Jüdische Miniaturen, Band 40).